# Miguel de Gálvez y Gallardo
Miguel de Gálvez y Gallardo (Macharaviaya, 30 de noviembre de 1725-Gotha, Alemania, 14 de julio de 1792) jurista y político español. Tercer hermano de la familia Gálvez. En el bautismo le fueron impuestos los nombres de Andrés Luis, que él mismo cambió por el de Miguel en 1747.

## Biografía
Tercero de los hermanos Gálvez de Macharaviaya, nació el 30 de noviembre de 1725. Bautizado como Andrés Luis, se cambió de nombre en 1747. Hijo de Antonio de Gálvez y García de Carvajal y de Ana Gallardo y Cabrera.
Estudió Leyes en el Colegio de Santa María (o de León) de la Universidad de Alcalá y en 1770, es nombrado alcalde de Casa y Corte. Cuatro años después toma posesión de su nuevo cargo de ministro togado del Consejo de Guerra. Como tal, participó en la creación del montepío militar, que se encargaba del sostenimiento de las viudas y huérfanos de oficiales del Ejército, y del Archivo General de Guerra. Tomó parte asimismo en la fundación de la Sociedad Económica de Amigos del País de Madrid en 1775. Junto a su hermano también, fundó el montepío de cosecheros de vino, aguardiente, pasa, higos, almendra y aceite de Málaga, para mejorar las condiciones de estos, facilitar su acceso al crédito y becar a los hijos de estos en algunas universidades españolas.
Durante catorce años, presidió la Real Academia de Derecho Español y Público de Santa Bárbara. Favoreció la introducción de algunas plantas americanas en la península ibérica, con el fin de mejorar el comercio y la economía.
En 1766, se lo nombró regidor perpetuo de Málaga, aunque residía en Madrid; impulsó en la ciudad una serie de reformas y obras públicas para mejorar su situación económica. Aprovechó además su reposo en su pueblo natal en 1785 para dotarlo de ciertas mejoras urbanísticas.
En el verano de 1786, fue enviado como ministro plenipotenciario —embajador— ante la corte de Prusia, en Berlín, donde trabó magníficas relaciones con Federico el Grande, y de allí fue enviado con el mismo cargo a San Petersburgo donde entre otras cosas, sin olvidar nunca su tierra natal, aprovechó para abrir un mercado a los vinos de Málaga.
Enfermo, solicitó el relevo y partió para España el 6 de junio de 1792. En el viaje de regreso a España, murió en la ciudad de Gotha (Alemania) el 14 de julio. Soltero, no dejó descendencia. Sus restos se trasladaron más tarde a la cripta de su localidad natal.